# Улица Димитрова (Выборг)
Улица Дими́трова — улица в исторической части Выборга. Проходит от Вокзальной улицы до проспекта Ленина. Длина улицы около 400 метров.

## История
Историческое название — Магнусовская улица. Проложена в соответствии с планом новой городской застройки, разработанным в 1861 году выборгским губернским землемером Б. О. Нюмальмом. Застраивались территории, освобождавшиеся в процессе сноса утративших своё значение укреплений «Рогатой крепости» и засыпанные части Выборгского залива, до XIX века воды залива доходили до территории современной Красной площади, линия Вокзальной улицы примерно соответствует очертаниям береговой линии старого времени.
В 1904 году начало улицы от Ребольской (ныне — Вокзальной) улицы оформило трёхэтажное здание гостиницы Ф. П. Воробьёва, с мансардным этажом и первоначально отличавшимся богатым декором фасадом в стиле северный модерн (в перестроенном виде сохранилось до наших дней, № 13/4).
С постройкой городского вокзала (1913) вела от него к новому городскому лютеранскому собору, возведённому за 20 лет до этого.
С провозглашением независимости Финляндии официальным стал финский вариант названия улицы — фин. Maununkatu. Современное название улицы в честь болгарского коммуниста Георгия Димитрова.

## Достопримечательности
д. 1 — Жилой дом с торговыми помещениями (1904, 1907, 1915, архитекторы Л. Иконен, Х. Каартинен)
д. 3 — Жилой дом
д. 4а, 4б — Жилые дома (служебный корпус)
д. 5 — бывший дом прихода кафедрального лютеранского собора (1928—1930, арх. Я. Ланкинен). В советское время — Дом молодёжи, ныне — Художественная галерея Выставочного центра «Эрмитаж-Выборг»
д. 9 — Жилой дом

## Галерея
- Бывшая гостиница Ф. П. Воробьёва
- Здание компании «Киммо»
- д. 4А
- д. 5